# Lars Vega
Lars Vega Persson, född 1989, är en svensk manusförfattare och regissör från Luleå.
Vega avlade examen vid Den Danske Filmskole i Köpenhamn och har regisserat flertalet kortfilmer.

## Filmografi
- En dag efter jobbet (2022)
- Arne möter döden (2022)
- I väntan på döden (2020)
- Döda farmor (2017)
- Bröder i midnattssol (2016)
- Efter jakten (2015)
- Radioamatören (2015)
- Efter jakten (2015)
- Renoveringen (2013)